# ベルンハルト・エルンスト・フォン・ビューロー
ベルンハルト・エルンスト・フォン・ビューロー（ドイツ語: Bernhard Ernst von Bülow、1815年8月2日 - 1879年10月20日）は、デンマーク、メクレンブルク、プロイセン及びドイツの外交官、政治家。ドイツ帝国外務長官（在任：1873年 - 1879年）。

## 生涯
1815年8月2日、デンマークの官僚であったアドルフ・フォン・ビューローとズザンネ・フォン・バウディシン（Susanne von Baudissin）の子として、ホルシュタインのツィスマールで生まれた。ベルリン大学、ゲッティンゲン大学、キール大学で法律を学んだ後に政界入りし、コペンハーゲンにあるシュレースヴィヒ＝ホルシュタイン＝ラウエンブルクの裁判所に勤務した後、外務省に転じた。1842年に公使館員になり、1847年にハンザ諸都市駐在デンマーク公使に就任した。
1848年にシュレースヴィヒで反乱が勃発すると、ビューローはデンマーク政府を退職して、キールで成立した臨時政府に加入するよう申し出たが、それが拒否されたため1849年にデンマーク政府に戻り、王室侍従に任命された。1850年、シュレースヴィヒ公国とホルシュタイン公国の代表としてフランクフルト・アム・マインのドイツ連邦議会に派遣された。そこでオットー・フォン・ビスマルクの知遇を得て、ビスマルクはビューローがシュレースヴィヒ＝ホルシュタイン問題に政治家らしく取り組んだことを気に入った。ビューローは急進的なアイダーポリティッケンを支持しなかったため、1862年にアイダー派が権力を握るとフランクフルトから召還された。
ビューローは続いてメクレンブルク＝シュトレーリッツ大公国の首相になり、1867年まで在任した後、北ドイツ連邦の連邦参議院でメクレンブルク＝シュヴェリーン大公国とメクレンブルク＝シュトレーリッツ大公国の代表を務め、メクレンブルク両大公国の古い憲法を自由主義者の批判から弁護した。1873年、ビスマルクから帝国外務長官に招聘され、1875年には連邦参議院のプロイセン代表に任命された。1877年、ドイツ外務長官としてビスマルクの副官を務め、1878年にはビスマルクとクロートヴィヒ・ツー・ホーエンローエ＝シリングスフュルストとともにプロイセン代表としてベルリン会議に参加した。
1879年10月20日、フランクフルトで死去した。

## 家族
ハンザ都市に駐在していたとき、商人との交流を通じて裕福な相続人ルイーゼ・フィクトリーネ・リュッカー（Louise Victorine Rücker）と知り合い、1848年に結婚した。ルイーゼとの間に7男1女を儲け、うち6男が成年した。
- ベルンハルト（1849年 - 1929年） - ドイツ帝国宰相
- アドルフ（ドイツ語版）（1850年 - 1897年）
- アルフレート（ドイツ語版）（1851年 - 1916年）
- ヴァルデマール（1852年 - 1854年）
- クリスティアン（1855年 - 1927年）
- ベルタ（1858年 - 1870年）
- カール・ウルリヒ（1862年 - 1914年）
- フリードリヒ（1865年 - 1936年）